# Диково (Глобинский район)
Диково (укр. Дикове) — село,
Пустовойтовский сельский совет,
Глобинский район (ныне упразднённый),
Полтавская область,
Украина.
Код КОАТУУ — 5320687603.
Согласно Нормативно-правовому акту «Об административно-территориальном устройстве Украины» от 3 ноября 2009 года, село официально ликвидировано.
Село было указано на трехверстовке Полтавской области (военно-топографическая карта 1869 года) как хутор без названия.

## Географическое положение
Село Диково находилось в 2 км от села Пустовойтово.

## История
- 2009 — село ликвидировано[2].